# Берёзовая (приток Басандайки)
Берёзовая — река в России, протекает по Томскому району Томской области. Устье реки находится в 47 км по левому берегу реки Басандайка. Длина реки составляет 13 км. Приток — Светленькая.
На левом притоке Берёзовой речки найдены Берёзовские чаши, аналог Таловских чаш, найденных на истоке Басандайки.

## Данные водного реестра
По данным государственного водного реестра России относится к Верхнеобскому бассейновому округу, водохозяйственный участок реки — Томь от города Кемерово и до устья, речной подбассейн реки — Томь. Речной бассейн реки — (Верхняя) Обь до впадения Иртыша.